# Senegalská vlajka

Senegalská vlajka
Poměr stran: 2:3

Vlajka Senegalu byla přijata na přelomu srpna a září roku 1960, pravděpodobně 20. srpna. Má poměr stran 2:3 a sestává ze tří svislých pruhů v barvách zelené, žluté a červené. Uprostřed vlajky je na žlutém pruhu umístěna zelená, pěticípá hvězda.
Barvy mají klasický panafrický význam – zelená symbolizuje přírodní bohatství země, zlatá slunce a světlo, červená boj za nezávislost země. Hvězda symbolizuje otevření se pěti ostatním světadílům.
V roce 2004 obvinil opoziční politik Moustapha Niasse prezidenta Abdoulaye Wadeho, že chce zavést novou vlajku, na níž by zelenou hvězdu nahradil zlatý baobab, což označil za porušení ústavy. Ke změně však nedošlo.

## Galerie

Vlajka Francouzského Súdánu (1958–1959) Poměr stran: 2:3
Vlajka Federace Mali (1959–1960) Poměr stran: 2:3